# Ceropegia omissa
Ceropegia omissa är en oleanderväxtart som beskrevs av H. Huber. Ceropegia omissa ingår i släktet Ceropegia och familjen oleanderväxter. Inga underarter finns listade i Catalogue of Life.